# Elsie Maréchal-Bell
Elsie Mary Maréchal, née Bell, à Acton (Londres), le 21 juin 1894 et morte à Uccle, le 25 mars 1969, est une enseignante britannique et une résistante anglo-belge de la Seconde Guerre mondiale qui prit une part active dans le réseau Comète qui permit à des aviateurs alliés et à des résistants brûlés de rejoindre l'Angleterre via l'Espagne de mars 1941 à novembre 1942, date de son arrestation. Jugée à Bruxelles par un tribunal militaire allemand après des mois d'interrogatoire et de tortures, elle, son mari et sa fille, young Elsie, sont condamnés à mort. Son Mari, Georges Maréchal, est exécuté au Tir national, le 20 octobre 1943. Elsie et sa fille, déclarées nacht und nebel, sont déportées le 1er janvier 1944. Elles connaitront plusieurs camps et prisons dont Waldheim, Ravensbrück et finalement le camp d'extermination par le travail de Mauthausen d'où elles sont libérées par la Croix-Rouge fin avril 1945.

## Éléments biographiques
Elsie Mary Bell nait dans le district londonien d'Acton le 21 juin 1894 de Robert Edward Bell et d'Alice Gowen. Elsie est l'ainée d'une fratrie de quatre enfants, ses puînés sont Lilian Grace qui meurt à l'âge de 14 ans, Olive et Stanley.

### Angleterre

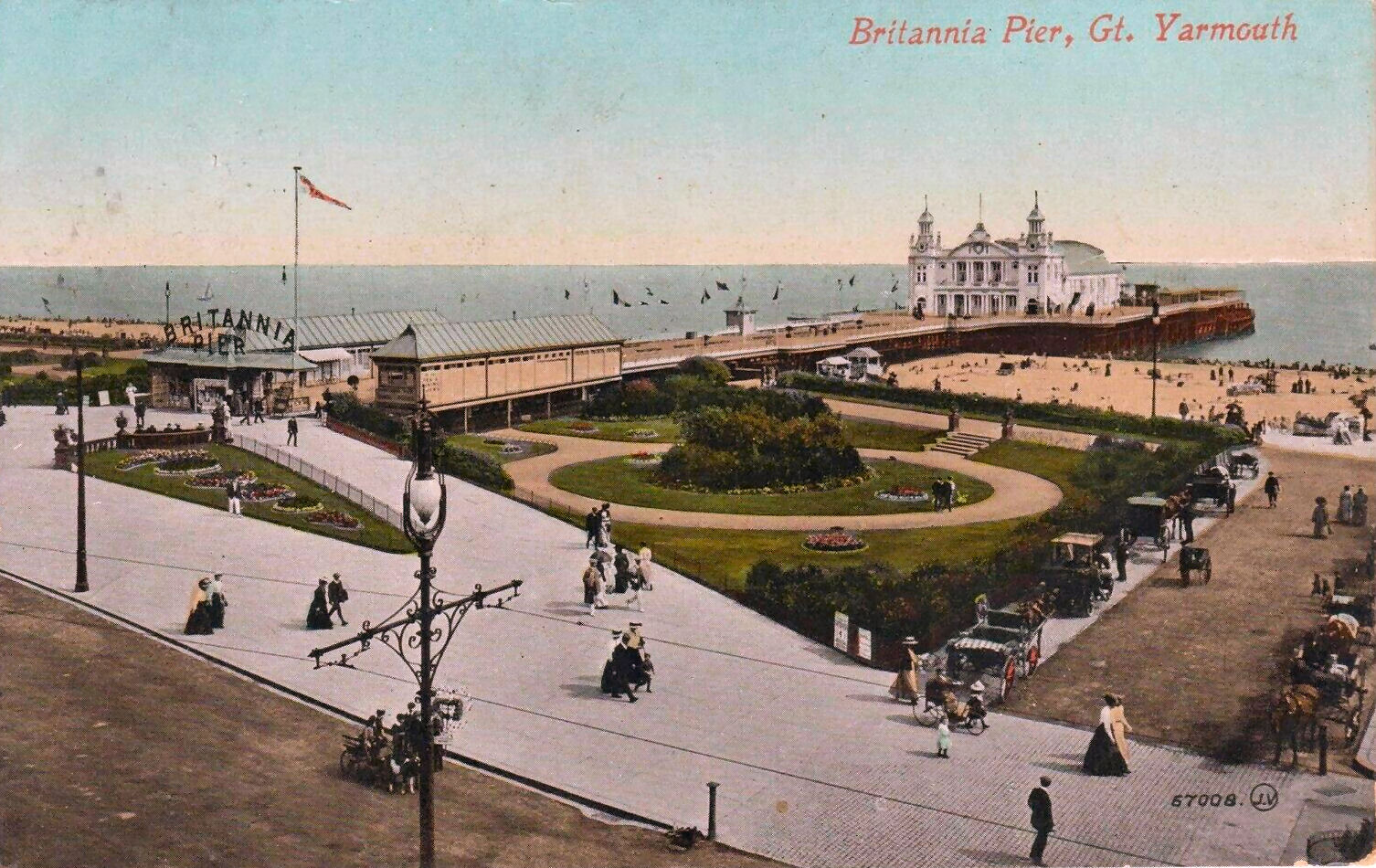
Le Britannia Pier de Great Yarmouth en 1911.

Née à Londres, Elsie Mary est de santé fragile et souffre de fièvres rhumatismales qui la laisseront, sa vie durant, avec des problèmes cardiaques. Pour l'éloigner des fumées et du brouillard londoniens, la famille décide de la confier à sa tante Ann qui vit à proximité de la mer à Yarmouth. Elle termine ses humanités en 1912,.
En septembre 1913, elle intègre, en internat, le Norwich teacher training College où elle se spécialise en mathématiques, hygiène et éducation physique et garde toujours une affection particulière pour le dessin. En 1914, lorsque la guerre éclate, elle est en seconde. Yarmouth connait ses premières victimes civiles causées par des bombardements en zeppelins. Le 28 juillet 1915, diplômée, elle apprend qu'elle est placée en ordre utile pour enseigner à Londres. Elle enseigne dans différentes écoles londoniennes pendant plusieurs années.
Fin 1917, elle rencontre Georges Maréchal, un soldat belge en convalescence à Londres lors d'un bombardement.  Ils se marient  à Londres, le 21 juin 1920.

### Allemagne

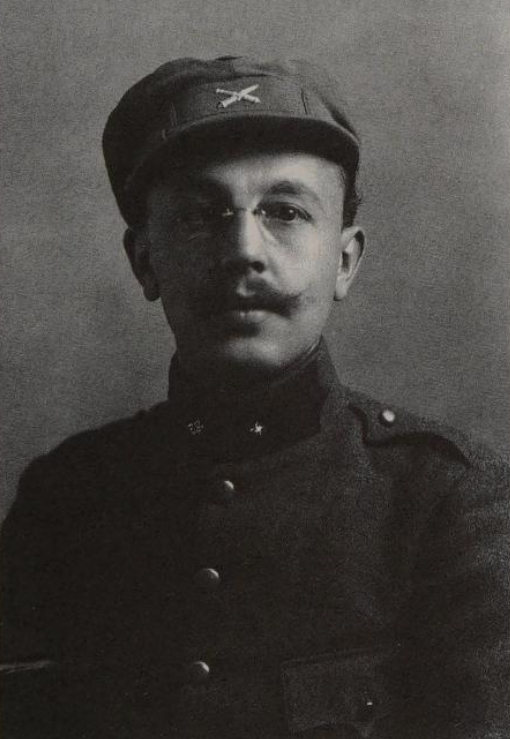
Georges Maréchal (1892-1943) vers 1919.

Le couple s'installe à Coblence où Georges Maréchal est affecté à la commission belge chargée de l'application du Traité de Versailles.  Le 28 juin 1922, une première fille nait de cette union, Lilian Grace qui meurt du tétanos deux ans et demi plus tard. Elsie Maréchal-Bell ne s'en remettra jamais. En juin 1924, une seconde fille, Elsie Jeannette surnommée little Elsie puis young Elsie.  Leur troisième enfant meurt à la naissance. Le 16 février 1926, nait Robert Maréchal.
Le 14 septembre 1929, Georges reçoit son préavis de six semaines et, avant la fin de l'année, la famille quitte l'Allemagne et part s'installer à Bruxelles. Georges est sans emploi et la crise frappe la Belgique de plein fouet,.

### Belgique
Alors que Georges Maréchal travaille dans une compagnie pétrolière, la famille s'installe dans un petit appartement à Laeken. Ils y restent deux années avant de trouver mieux. Little Elsie a cinq ans et Robert 3 ans et demi. Les enfants, bien que d'un père francophone, ont été élevés en anglais,si bien qu'ils sont scolarisés en maternelle mais sont confrontés à la barrière de la langue[pas clair] . En 1932, la famille déménage et s'installe à Schaerbeek. La famille connait une situation financière difficile, Georges Maréchal perdant son travail a plusieurs reprises.  L'été suivant, Elsie est en mesure d'emmener ses enfants en visite en Angleterre. 

### La Seconde Guerre mondiale
Le 10 mai 1940, la Belgique est envahie par l'Allemagne. Georges est affecté à Ypres et à Poperinge. Sachant le retour vers Bruxelles hautement improbable, la famille entière décide, comme des milliers d'autres, de prendre le chemin de l'exode. Les troupes allemandes progressent, la famille décide de tenter de rallier, à pied, la France. Ils restent bloqués trois jours à la frontière et parviennent enfin à Hazebrouck. Georges et little Elsie vont acheter du pain dans une boulangerie à proximité de la gare. Celle-ci est bombardée détruisant la boulangerie, ils s'en sortent indemnes. Nouveau départ vers Saint-Omer pour tenter de rallier Calais et, de là, rejoindre l'Angleterre. Ceci s'avère rapidement être impossible, la seule issue, rentrer à Bruxelles.

#### Le réseau Comète

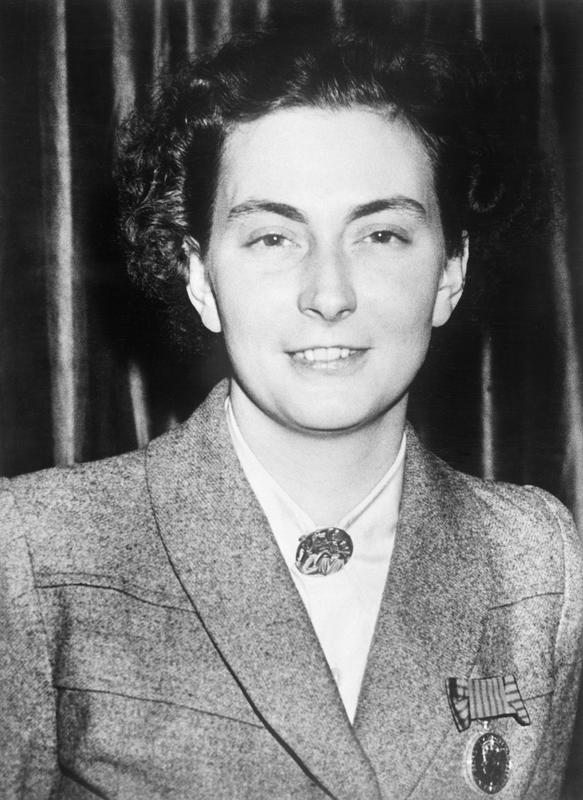
Andrée De Jongh, Dédée, en 1946.

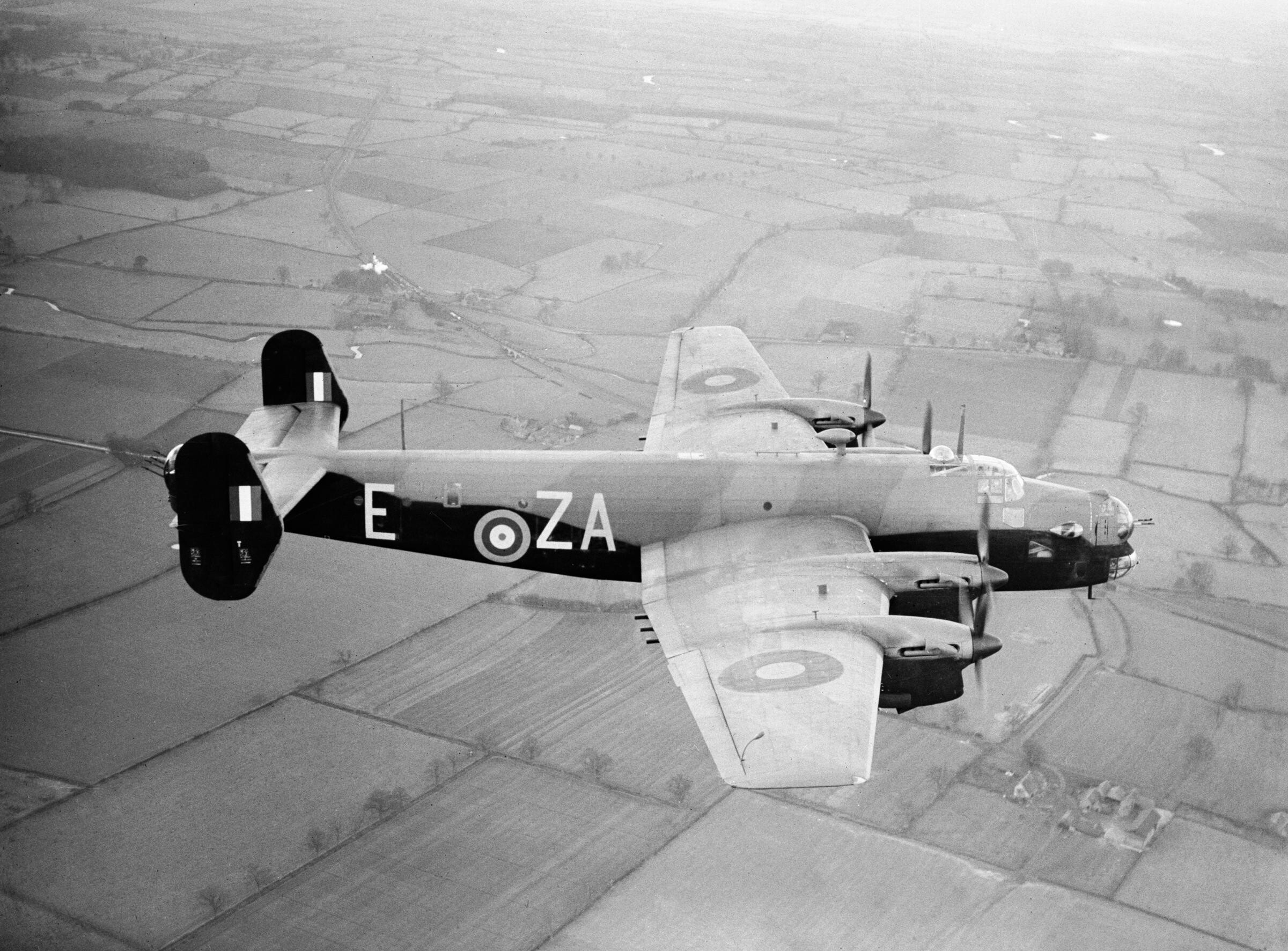
Un bombardier Halifax britannique photographié en décembre 1941.

Georges Maréchal travaille alors en Flandre et dispose de laisser-passer. Pour cette raison, il est recruté par le réseau Luc qui collecte des informations sur les Allemands pour les transmettre à Londres,.
En mars 1941, à la demande d'une de ses tantes,  young Elsie, alors âgée de 16 ans, demande à ses parents d'héberger un pilote allié. Leur logement du 162 de l'avenue Voltaire devient une safe house de la Cometline. Un premier aviateur, Ivan Davies, est hébergé, son nom de code est "Melbourne". il s'agit d'un membre d'un équipage de bombardier Halifax.
Plusieurs semaines s'écoulent, quand, un jour, un prêtre habillé en civil vient sonner chez les Maréchal. Il doit faire évacuer un pilote anglais. Il explique être pourchassé par la Gestapo et que s'il n'était pas en mesure d'amener le pilote chez les Maréchal, ce serait une jeune fille qui assurerait la mission. C'est ainsi qu'Elsie rencontre pour la première fois la jeune Andrée De Jongh, Dédée, que le couple appellera affectueusement entre eux, le colonel, la fille de Frédéric De Jongh. Le couple Maréchal prend ainsi en charge un pilote belgo-polonais qui, trépané, souffre d'amnésie. Ensuite, ce sont deux soldats français échappés d'un camp nazi, Henri Bridier du sud de la France et Charles Morelle de Valenciennes. Ce dernier, séduit par l'initiative rejoindra par la suite le réseau Comète pour en devenir un agent à part entière ainsi que sa sœur, Elvire Morelle. Ils organiseront des évacuations à partir de septembre 1941. Les deux Français sont conduits un matin par Georges à la gare du Midi et sont remis à Arnold Deppé, qui les prend à son tour en charge pour la poursuite de son périple qui doit jeter les bases de la future « Ligne Comète ».
Par la suite, il s'agissait de faire évacuer un Belge de l'Intelligence Service, Pierre Courtois, qui arriva chez les Maréchal à minuit et devait repartir en avion le lendemain. Avion qui ne devait jamais arriver. Le candidat à l'évacuation restera caché chez les Maréchal 7 mois. Il avait été trahi par Prosper Dezitter, un agent double infiltré. Il tente finalement de fuir par ses propres moyens, il est arrêté en Espagne et meurt de la diphtérie au camp de Miranda de Ebro.
Arnold Deppé avait trouvé une safe house à Saint-Jean-de-Luz et établi le contact avec des passeurs basques dont Florentino Goikoetxea pour franchir les Pyrénées. En août 1941, Dédée prend en charge la moitié d'un groupe assez nombreux, l'autre partie est confiée à Arnold Deppé. Ils seront arrêtés à Lille. Arnold Deppé connaitra trois camps de concentration, il ne parlera jamais et il survécut à la guerre. Dédée est contrainte à se cacher en France, elle suit la filière jusqu'au bout et rejoint, San Sebastián puis le consulat britannique à Bilbao d'où elle peut entrer en contact avec le MI9 : la Cometline est désormais officiellement reconnue. Elle conclut les derniers accords pour finaliser la filière jusqu'à Gibraltar pour échapper ainsi à la police de Franco. Charles Morelle prend la suite d'Arnold Deppé. Malgré de nombreuses arrestations et le fait que le réseau ait été infiltré par des taupes à plusieurs reprises, la filière reste effective jusqu'à l'avant-veille du débarquement de Normandie. À partir de cette date, les safe houses deviendront des cachettes à part entière et leurs tenanciers et hébergés attendront prudemment que l'avancée alliée vienne les libérer.
Madame Hassé, une collègue de Georges du réseau Luc qui travaillait également pour le réseau Comète vient trouver Elsie pour l'informer d'un nouvel arrivant et que d'autres instructions suivront. Quelques jours plus tard un agent se présente effectivement. Il s'avère par la suite que cet agent, Victor Demets, est un agent infiltré. Des dispositions sont prises, il reviendra bien par deux fois à la charge mais Elsie ne sera pas inquiétée davantage.

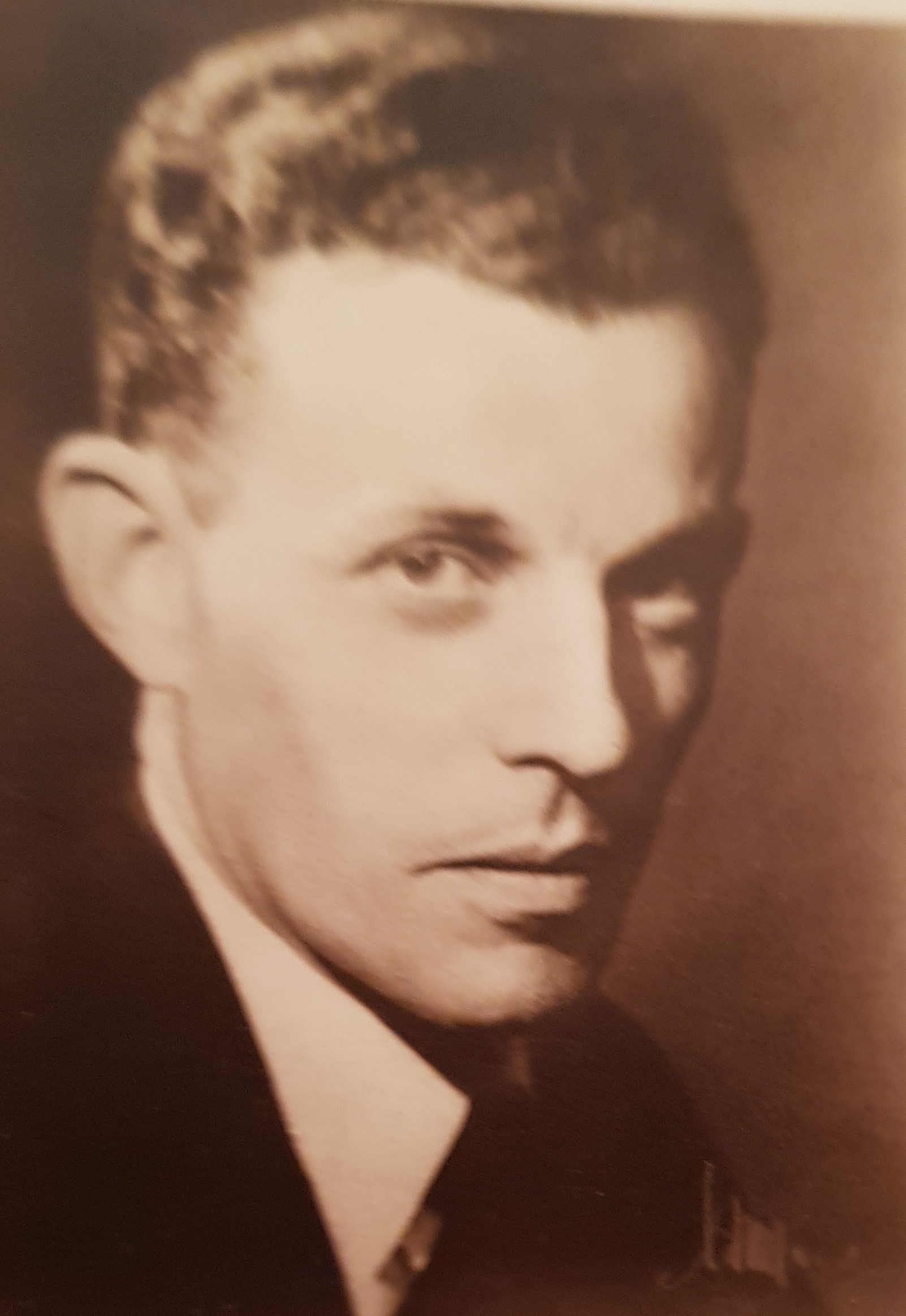
Jean Greindl (1905-1943) Némo.

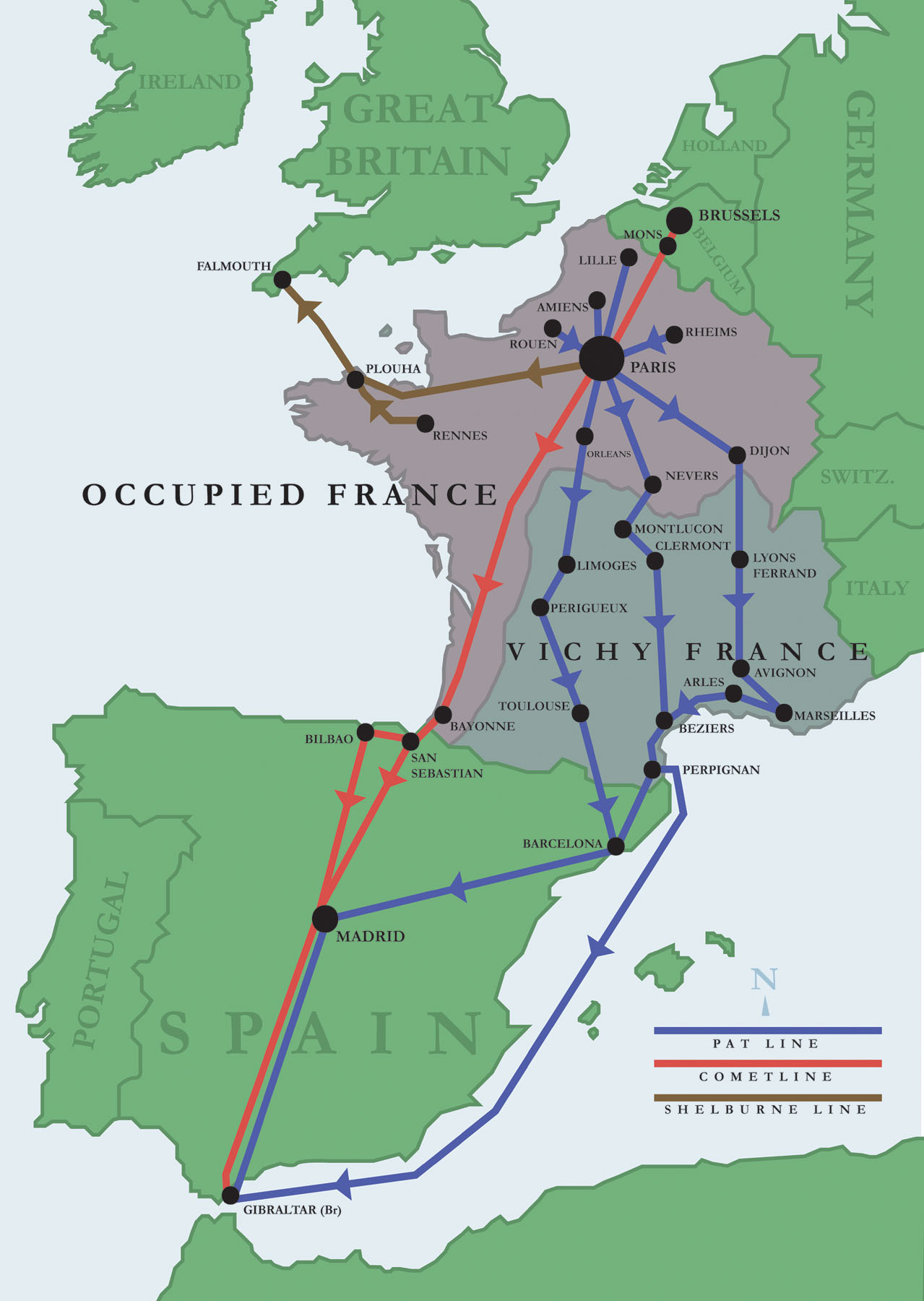
Carte du réseau Comète en rouge. En bleu, le réseau de Pat O'Leary et en brun le Réseau Shelburn.

Tandis que Frédéric De Jongh est à Valenciennes, sa femme, Alice et sa fille, Suzanne, sont arrêtées par la Geheime Feldpolizei et interrogées la journée entière. Frederic De Jongh est contraint à la clandestinité et rejoint Paris. Elles sont relaxées mais probablement mises sous surveillance. Elsie se rapproche alors de Tante Ninie, la sœur de Frédéric De Jongh avec laquelle elle a de nombreux contacts, c'est young Elsie qui sert de courrier. Les messages sont déposés chez une commerçante de Schaerbeek, Nelly Deceuninck, chez qui ils peuvent être aisément récupérés sans éveiller les soupçons.
Henri Michelli reprend les activités bruxelloises de Frederic De Jongh. Le 8 mai 1942, ignorant du fait que la Gestapo mène également une enquête sur le réseau, Michelli convie chez lui Charles Morelle et deux agents parachutés de l'Intelligence Service. Ils sont tous arrêtés. Charles Morelle mourra de la tuberculose au camp de concentration de Dachau dix jours après sa libération en 1945. En deux jours, près d'une centaine d'agents du réseau sont arrêtés. Les équipes bruxelloises furent ainsi décimées. Grâce à l'action du baron Jean Greindl (alias Nemo), la filière est rapidement à nouveau en mesure de fonctionner. Les Maréchal semblent avoir échappé à la vague d'arrestation. Tout comme Elvire Morelle qui rend même visite à son frère à la prison de Saint-Gilles.
Le 2 juillet 1942, Suzanne Wittek-De Jongh, la fille de Frédéric De Jongh, sœur d'Andrée, impliquée dans la tentative pour faire évader Michelli de la prison de Saint-Gilles, est arrêtée.
Le 13 juillet 1942, young Elsie termine ses études et envisage de s'inscrire à l'Institut Edith Cavell pour devenir infirmière. Jean Greindl la sollicite pour travailler pour le réseau durant les deux mois d'été. Avec l'accord de ses parents, elle accepte. Par la suite Elsie et Georges accepte qu'elle postpose d'une année ses études pour poursuivre son action au côté de Jean Greindl. Young Elsie est formée par Peggy Van Lier, la plus proche collaboratrice de Jean Greindl.
young Elsie est chargée de récupérer les aviateurs et de leur poser des questions pour débusquer les éventuelles taupes (grade, matricule, quel type d'avion, combien de membres d'équipage, et des questions à propos de la RAF que seuls ses membres peuvent connaitre).
Nouvelles arrestations, en août 1942 à la suite de la délation par un agent double surnommé Coco, la famille Dumon est arrêtée sauf Aline Dumon absente à ce moment. Le père († Gross-Rosen, février 1945), la mère et Andrée Dumon (alias Nadine, elle est déportée à Ravensbrück et ensuite à Mauthausen) sont emmenés à la prison de Saint-Gilles. Aline intègrera le réseau sous le nom de code de Michou,.

#### Le 18 novembre 1942

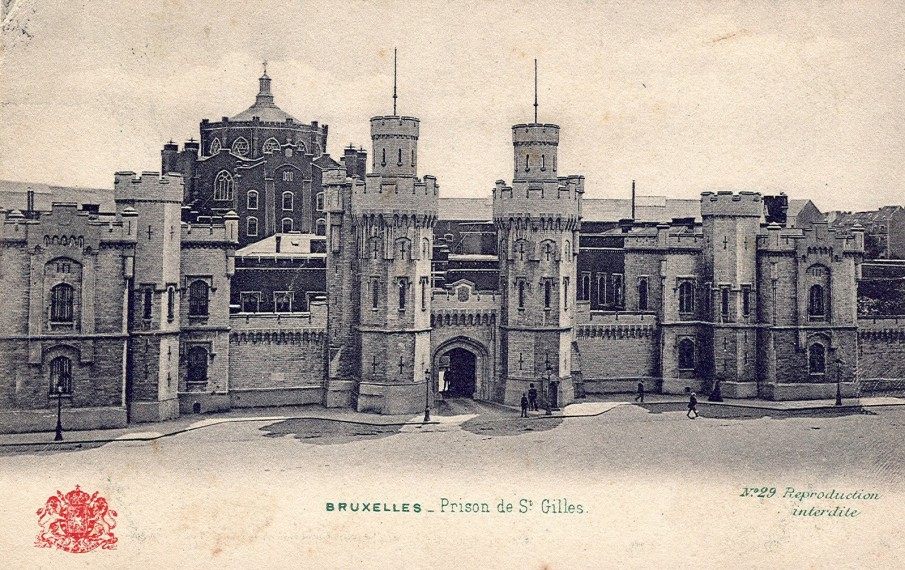
La prison de Saint-Gilles où étaient incarcérés les membres bruxellois du Réseau Comète.

Ne respectant pas la procédure habituelle, Elsie est informée par une lettre déposée directement dans la boîte aux lettres de leur domicile le matin même qu'un guide se présentera chez eux avec deux aviateurs américains. La procédure standard aurait voulu que la famille soit informée deux à trois jours auparavant via le commerce de Madame Deceuninck et que les aviateurs soient amenés au point de rendez-vous habituel. Effectivement, un guide du namurois, Albert Marchal, qu'Elsie avait déjà croisé, sonne à la porte accompagné de deux personnes. Le guide repart aussitôt. Elsie est méfiante et sa fille également. Robert est également présent mais il doit repartir pour l'école et young Elsie doit aller à la cantine de Jean Greindl pour 14 heures. Elsie les interroge, d'où êtes vous originaires ? « Jersey city » répond l'un d'eux. Elsie détecte une pointe d'accent étranger dans la façon de prononcer Jersey. Young Elsie questionne à son tour : Quel type d'avion ? « un Halifax » (étrange, c'est un avion britannique et cela fait maintenant plusieurs mois que les américains volent sur leurs propres avions) ; Combien de membres d'équipage ? « Quatre » (étrange, il y a sept hommes à bord d'un Halifax). Mais c'est la première fois qu'elles sont confrontées à de supposés américains. Young Elsie doit prendre congé, Robert est reparti pour l'école. Elsie se retrouve seule avec les deux hommes. On sonne à nouveau et, tandis qu'un des supposés pilotes va ouvrir, le second saisit par l'arrière les bras d'Elsie, le troisième homme, à peine rentré, la menace aussitôt de son pistolet : « Madame, The game is up! ». Elsie est aussitôt interrogée par les trois hommes,,,.

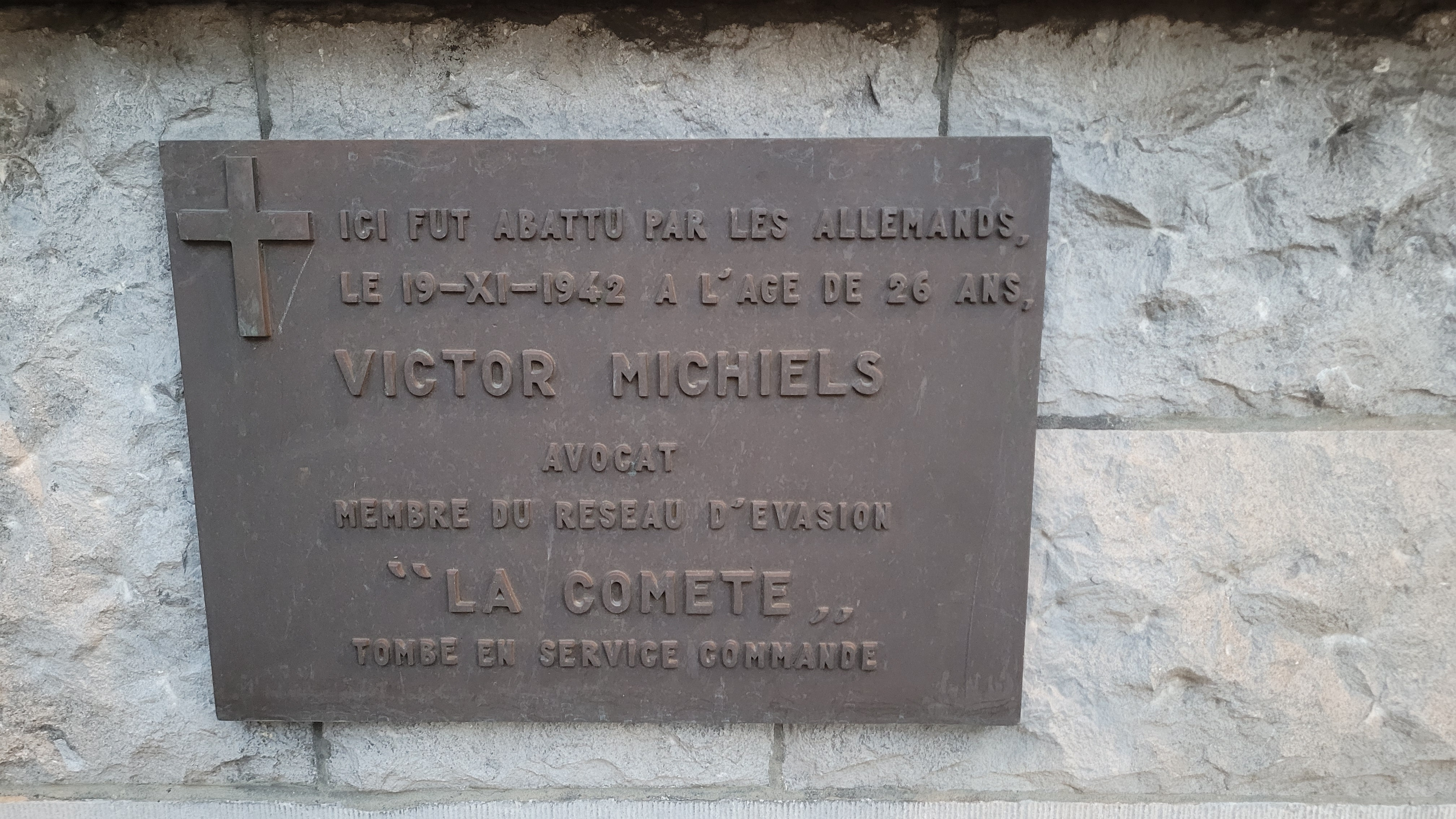
Plaque commémorative, à l'angle de l'Avenue Voltaire et de l'Avenue Ernest Renan, à l'emplacement où fut abattu Victor Michiels.

Lorsque young Elsie rentre à la maison, ce ne sont pas moins de 8 agents de la GFP qui l'attendent. On lui pointe un pistolet sur le ventre. Ils lui interdisent l'accès à la cuisine parce que — disent-ils — ils ont du y abattre sa mère. Robert rentrant de l'école et Georges de son travail connaissent le même accueil. Tous sont arrêtés,.
young Elsie tente de les flouer en leur inventant qu'elle a rendez-vous avec son chef à 17 heures. Les policiers allemands l'y conduise. Elle tente de prendre la tangente mais est à nouveau arrêtée et emmenée rue Traversière au siège de la GFP pour interrogatoire. Elle est rejointe par son père et les deux sont emmenés à la Prison de Saint-Gilles pour y être incarcérés.
Le soir même, Jean Greindl envoie Victor Michiels, un jeune avocat de 26 ans, au domicile des Maréchal. Il fait nuit, il attend une demi-heure derrière un arbre. Tout parait calme, il décide de sonner. Il est aussitôt interpelé par la GFP embusquée sur place. Il s'enfuit en courant et est abattu en rue. Le lendemain, folle d'inquiétude, Peggy Van Lier, amie de la sœur de Victor Michiels se rend chez elle en quête d'informations. Elle est à son tour arrêtée mais elle parvient à fournir une explication convaincante et est relâchée le soir-même à 20 heures,,.
Tandis qu'elle était interrogée, Peggy Van Lier voit arriver au Quartier-général de la Luftwaffe à Bruxelles Elvire Morelle qui remontait de Paris pour prendre en charge les aviateurs à Bruxelles et qui n'avait pu être prévenue à temps de l'infiltration du réseau. Elle est également arrêtée par la GFP Luftwaffe au domicile des Maréchal, Avenue Voltaire,.
Ce même jour, le guide de Namur qui avait conduit les deux pseudo-pilotes américains, Albert Marchal, est arrêté. Il connaitra le même sort que Georges et sera fusillé au Tir national, le 20 octobre 1943.

#### Interrogatoires et jugement

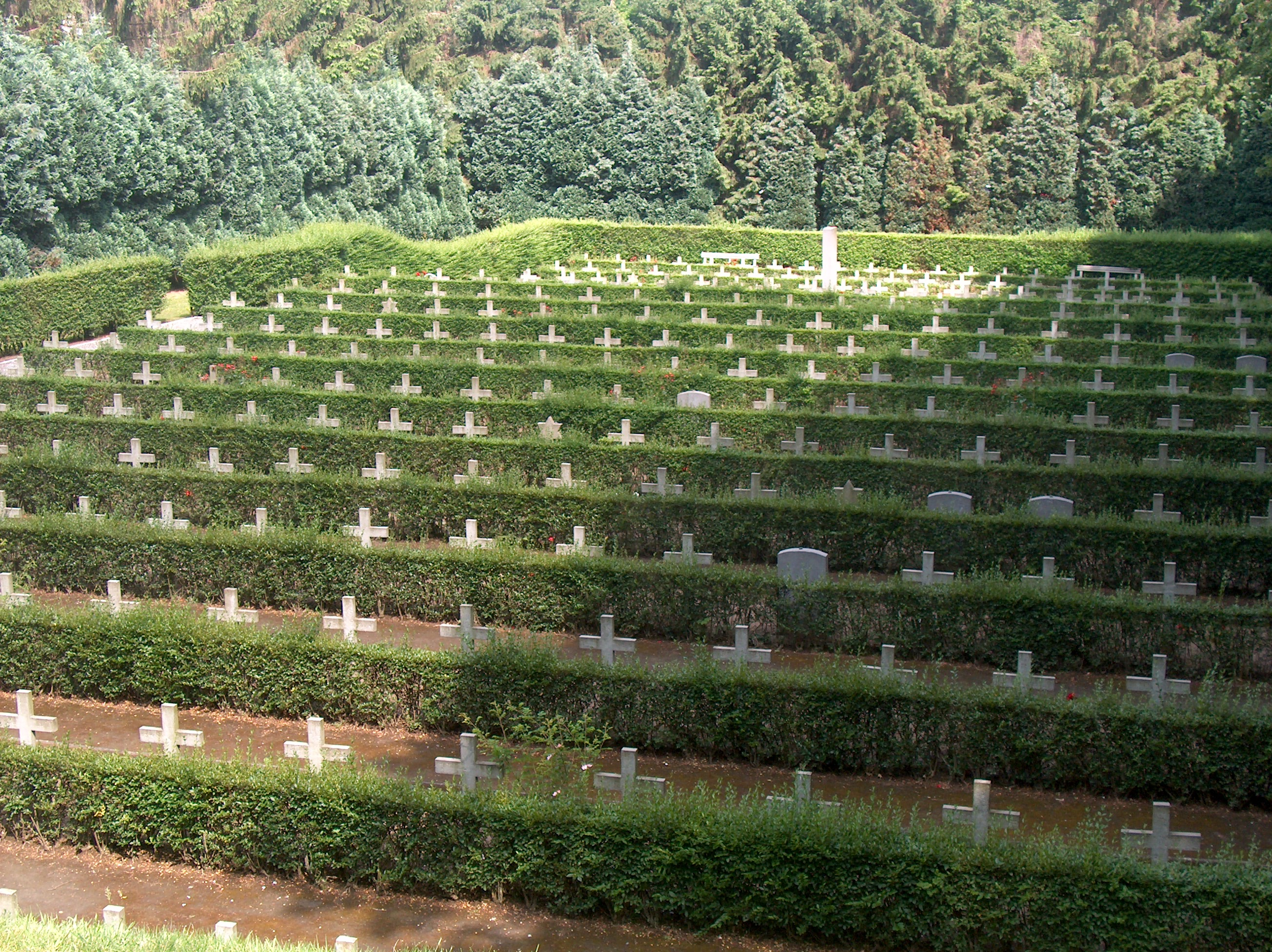
L'enclos des fusillés au Tir national où Georges Maréchal est exécuté le 20 octobre 1943.

Le lendemain de leur arrestation, après une nuit sans sommeil, young Elsie est bien contente de voir sa maman bien vivante sortant de la cellule adjacente à la sienne. Elles sont toutes deux emmenées pour des formalités administratives et, de retour, sont placées "au secret" et ne se reverront pas. La journée, Elles sont fréquemment emmenée à la Rue Traversière pour interrogatoire. Elles seront rouées de coup à plusieurs reprises, puis, sans soins, elles sont ramenées en cellule à la prison. Robert également arrêté le même jour est libéré, après 2 mois de détention, fin janvier 1943. Il rentre chez ses grands-parents. Elsie sera interrogée à neuf reprises et young Elsie, 16 fois. Aucune des deux ne parlera. Elles avaient trouvé le moyen de communiquer entre elles en laissant de petits messages dans un interstice du mur bordant la promenade qu'elles effectuaient seules chaque jour. De cette manière, elles purent faire converger leurs fausses déclarations pour les rendre davantage plausibles. Chacune d'elles placée seule dans une cellule eurent un temps la compagnie d'une "co-détenue" en quête d'informations. Quant à Georges, la GFP ignorait tout de son activité de renseignement et, pour ce qui concerne la filière d'évasion, les policiers allemands parvinrent assez rapidement à la conclusion que Georges n'était pas informé des activités menées par sa femme et sa fille. Il le tinrent cependant responsable de cela en sa qualité de chef de famille devant répondre du comportement des membres de son foyer.
C'est à cette époque, mi-janvier 1943, qu'Andrée De Jongh est à son tour arrêtée, trahie par un ouvrier agricole espagnol, alors qu'elle effectuait sa 25e mission dans les Pyrénées. Jean Greindl, Némo, refuse alors de rallier Londres et plonge totalement dans la clandestinité. Un jour, young Elsie est informée d'une visite au petit parloir (étant au secret, les visites étaient proscrites). Elle y rencontre un prêtre qui lui dit être officiellement là pour entendre sa confession mais qu'en fait, il est envoyé par Némo. Il lui explique qu'ils avaient amassé beaucoup d'argent pour faire libérer sa famille. Il lui tend un petit billet supposément écrit par Greindl. Elle lui répond sur une feuille de papier à cigarette qu'elles n'ont pas parlé et qu'il peut continuer son action, qu'elles n'ont fait que raconter des mensonges. Le lendemain, Young Elsie se retrouve, rue Traversière, pour un interrogatoire. Spiegelmayer est en rage : "Que des mensonges !". Elle est frappée à l'œil et est pendue par les cheveux. Devant elle, Spiegelmayer donne l'ordre de transfert de ses parents à Breendonk (ordre qui ne sera pas mis à exécution). Soudain, des bruits de bottes retentissent dans le couloir, palabres et, contre toute attente, Young Elsie est ramenée à la prison.
En février 1943, Jean Greindl est arrêté ainsi que sa femme et leur nouveau-né âgé de sept semaines. De nombreuses arrestations ont lieu à Bruxelles mais aussi dans la région de Namur. Une fois encore, le réseau renaîtra de ses cendres, mais tous l'ignoreront. Les allemands savent tout et s'en gargarisent.
En attendant le procès, Elsie, sa fille et Madame Deceuninck sont sorties de leur isolement et placées dans la même cellule. Le 15 avril 1943 se déroule une parodie de jugement. Elles sont rejointes par Georges dans le box des accusés face à un tribunal militaire de la Luftwaffe. Un avocat allemand, qu'aucun d'eux n'a pu rencontrer auparavant, leur est assigné. Sa plaidoirie dure moins de 5 minutes, sans conviction, il plaide l'acquittement par défaut de preuves suffisantes. Le procès est mené au pas de charge et en moins de deux heures, les 4 prévenus reçoivent lecture de leur sentence, ils sont tous les quatre condamnés à mort avec toutefois la possibilité d'introduire un recours en grâce. Ce qui fut fait. Les prisonniers sont ensuite reconduits à la prison de Saint-Gilles.
young Elsie introduit une demande écrite auprès de la direction pour pouvoir partager la même cellule que sa mère puisque de toute façon, elles étaient condamnées à mort et, contre toute attente, ceci fut accordé. Le regard des geôliers changea, les conditions de détention s'adoucirent quelque peu. Les colis et les visites furent autorisées. À l'extérieur, toute la noblesse, y compris la Reine mère intercède pour obtenir la clémence envers les membres du réseau. Robert rend visite, il s'occupe de leur linge et a la tâche préalable de trouver les messages cousus dans les doublures des vêtements et de les remettre à leur destinataire.
Le 7 septembre 1943, Bruxelles est bombardée de jour. Un obus tombe sur la caserne à Etterbeek où est détenu en isolement Jean Greindl. Il est tué sur le coup,.
Tous les vendredis, Elsie entend la litanie des numéros de matricule qui sont égrenés pour la déportation. Berlin est sévèrement bombardée par les alliés. Hermann Göring, furieux, décide de surseoir à toute signature de recours en grâce. Le 20 octobre 1943, Georges et dix autres détenus, sont conduits au Tir national et y sont exécutés,.
Le 31 décembre 1943, le matricule d'Elsie, de sa fille et de Nelly Deceuninck sont appelés.

#### Déportation

Déportation d'Elsie et de sa fille du 1er janvier 1944 à fin avril 1945.

Elsie, sa fille et vingt autres personnes condamnées à mort sont déportées le 1er janvier 1944 au départ de la gare de Bruxelles-Midi. Robert avait pu être informé de leur départ, il est là et leur fait signe au revoir. Il s'engouffre ensuite dans l'un des wagons destinés à des passagers qui composait le train. Arrivé en gare de Namur, Robert sort sur le quai mais le train repart aussitôt. Robert court brandissant un colis qui leur était destiné mais ne parvient pas à la hauteur de leur wagon. Elsie et sa fille font une première halte à Aix-la-Chapelle où elles sont incarcérées à la prison pendant une semaine. Puis le transport reprend avec pour destination finale, la prison de Waldheim où elles restent plusieurs mois. Les condamnés à mort sont mis à l'écart, ils ne fréquentent pas les autres prisonniers, ils ne peuvent recevoir ni colis, ni visite. Les conditions sanitaires sont déplorables, la nourriture rare. Les prisonnières sont contraintes de travailler douze heures par jour. young Elsie souffre de furoncles, Elsie de diarrhées sévères. Young Elsie contracte ensuite la scarlatine, placée à l'isolement, elle est soignée par le médecin de la prison et reçoit des sulfamidés. Sa peau pèle et elle perd ses cheveux mais elle parvient à se rétablir après trois mois.
Elsie et sa fille sont toujours à Waldheim lorsque la nouvelle du débarquement de Normandie leur parvient. À la fin du mois de juin 1944, elles sont toutes deux appelées ainsi que Nelly Deceuninck au milieu de leur journée de travail et sont enfermées à trois dans une cellule. Généralement cela signifiait pour les condamnées à mort un transport vers Dresde pour y être décapitées. Mais c'est un nouveau périple qui les attend, elles s'arrêtent un temps à Lübeck mais après une semaine, elles sont refoulées au motif que la prison n'accueille que des prisonnières allemandes. Après un très long voyage à travers l'Allemagne et la Pologne, elles arrivent finalement à Cottbus au sud-est de Berlin. C'était l'été 1944, les détenus, encouragés par l'avancée alliée en Europe étaient nerveux et turbulents si bien que les geôliers diminuaient les rations. Elsie et sa fille comme les autres prisonniers sont extrêmement faibles et deviennent squelettiques. Surtout ceux qui avaient connu le nightmare tour of Germany comparés à ceux qui étaient arrivés directement à Cottbus.
Un jour, lors de la promenade, young Elsie voit atterrir à ses pieds un quignon de pain lancé depuis la fenêtre d'une cellule. C'était Elvire Morelle qui le lui avait lancé : « le plus beau cadeau qui ait pu m'être fait de toute ma vie ». En septembre 1944, les détenues apprennent la libération de Bruxelles et de Paris, on chante, on danse au grand dam des geôliers qui ne distribueront plus la soupe claire pendant trois jours.
Les Allemands font face à leur prochaine et de plus en plus inéluctable défaite. En novembre 1944, les prisonnières sont transférées par groupe de 40 à 50 détenues vers Ravensbrück. Après un transport éprouvant, Elsie et sa fille sont frappées de stupeur par la première chose qu'elles voient. Young Elsie témoigne :
« Nous allions mourir de misère, de faim et d'épuisement. J'avais l'impression qu'un horrible diable nous suivait. Mais quand nous sommes arrivés à Ravensbrück, c'était le pire. La première chose que j'ai vue était un chariot avec tous les morts entassés dessus. Leurs bras et leurs jambes pendants, et leurs bouches et leurs yeux grands ouverts. Ils nous ont réduits à néant. Nous n'avions même pas l'impression que nous avions la valeur d'un bétail. Vous travailliez et vous mourriez. »
Il s'agit des mortes de la nuit qui sont placées devant chaque bloc le matin de manière à être collectées par des détenues et emmenées au crématoire. Elsie et sa fille et les autres prisonnières sont rassemblées dans un chapiteau pendant plusieurs heures, les plus faibles sont abattues. Elles reçoivent leur matricule. Des prisonniers polonais faisaient office de police, ils étaient d'une férocité sans pitié.
Les détenues étaient réveillées à 4 heures du matin pour l'appel qui pouvait durer 4 heures. Debout, pieds parallèles, à un bras de distance. Il fallait déduire les morts de la nuit. Une erreur ? on recommençait le sordide décompte. En février 1945, les plus faibles sont envoyées au Jugend läger qui, après de nouvelles privations, se terminait invariablement par un black transport dont aucuns ne revenait. Elsie écrit :
« Début février, les vieux, les maigres et les malades ont été triés. Nous avons fait une longue file d'attente, tout nus, les uns après les autres, devant le médecin qui a mis d'un côté les cartes médicales de tous les inaptes. Tous ceux-ci furent envoyés dans un camp, un « Jugend Lager » comme ils l'appelaient, à quelques kilomètres de Ravensbruck pour y être spécialement soignés. Ce traitement spécial s’est avéré être une famine – pas de couvertures et de longues poses dans le froid. Plusieurs sont morts et, peu de temps après, tous ceux qui sont restés ont été envoyés dans un transport – le transport noir – dont on n'a plus entendu parler depuis lors. Tout porte à croire qu'ils ont été exterminés dans les chambres à gaz. »

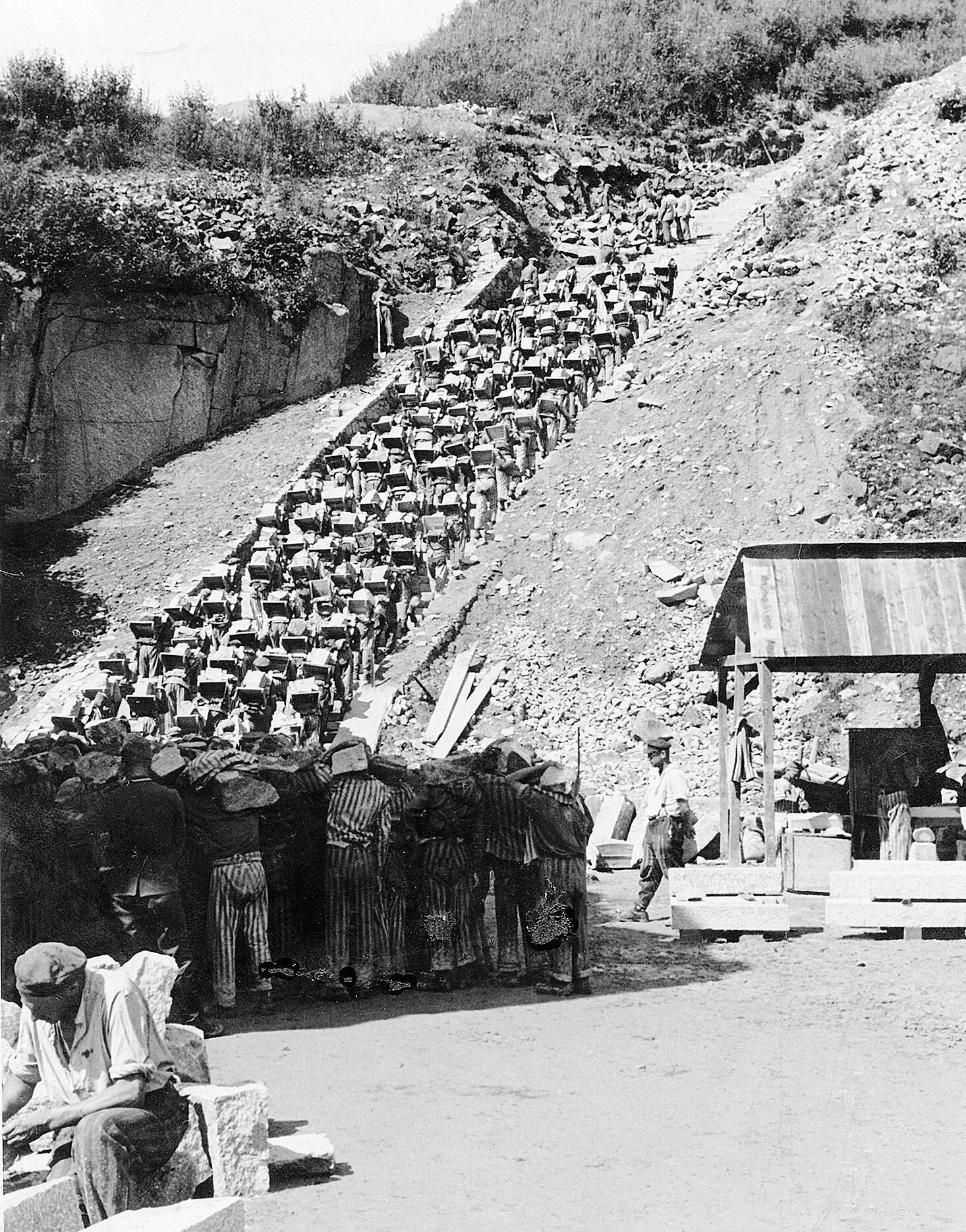
L'« escalier de la mort ». Les prisonniers devaient porter de lourds blocs de granite sur les 186 marches jusqu'au sommet de la carrière.

Elsie est sélectionnée mais grâce à une doctoresse juive rencontrée à la prison de Saint-Gilles, son statut est modifié et elle parvient à réintégrer le camp. Fin février 1945, l'évacuation de Ravensbrück est planifiée. Le 1er mars 1945, début d'une marche forcée de quatre ou cinq jours, 3000 femmes en rangées de cinq. Longue attente dans le froid que le train arrive. Ensuite, elles sont placées par groupe de 70 dans des camions de transport de bétail en direction de Mauthausen en Autriche. Le camp est sur les hauteurs et il faut encore marcher 8 kilomètres une fois descendues des camions. Les plus faibles sont abattues sur la route. Il neigeait toujours mais, maigre réconfort, elles reçoivent une tasse de café chaud à leur arrivée. Les prisonnières sont contraintes d'attendre toute la nuit dans le froid jusqu'au lendemain midi. Elsie souffre d'engelures aux pieds. Chacune est affectée à une petite paillasse et elles doivent dormir par groupe de 4 mais, même assemblées, il n'y a pas la place pour 4 personnes allongées. De nouveaux tris sont effectués pour éliminer les plus faibles. La nourriture devenait la priorité absolue. Elsie et sa fille sont à l'affût du moindre travail pour un extra de soupe. Le camp est surpeuplé. Un groupe de 1200 femmes dont Elsie et sa fille sont transférées à la carrière  et sont logées dans un ancien dépôt de munition. Il y a 186 marches pour y descendre.
Elsie contracte une pneumonie, sa fille tente de lui trouver un lit parce qu'elles dormaient à même le sol. Il n'y a aucun médicament disponible. young Elsie parvient à acheter deux morceaux de sucre à des gitans. Des rumeurs circulent alors selon lesquelles les russes seraient tout proches.

#### La libération
Elsie est alitée depuis 3-4 jours lorsqu'elles apprenent que les françaises et les belges doivent regagner le camp principal. Elles sont affectées à un bloc. Puis le lendemain, elles doivent marcher ignorant tout de la destination. La Croix-Rouge suisse longtemps maintenue à distance par le commandant du camp qui fit tourner les crématoires jusqu'à tomber à court de fuel, est autorisée à s'approcher des détenues. Chacune reçoit une couverture propre. Le commandant du camp est interpelé par la Croix-Rouge en raison du fait que le pain est pourri. Il est contraint de donner le pain destiné aux SS.
Elsie et sa fille sont évacuées à travers l'Autriche et l'Allemagne et arrivent à la frontière suisse en deux jours. De là, elles atteignent Saint-Gall et sont logées dans une école. Elles y restent trois jours et sont prises en charge par des infirmières charmantes et attentionnées. Elsie écrit :

« La veille, en Allemagne, le temps était maussade et il était même tombé un peu de neige, mais pour notre premier jour en Suisse, le soleil brillait dans un ciel bleu clair, l'herbe était si verte et les arbres fruitiers étaient tous en fleurs - un symbole même de la sortie de prison dans un pays de bonté, de paix et de liberté
. »

Ensuite, elles sont envoyées à Lyon pour prendre un train vers Mons. Là, les anciennes détenues doivent faire la file pour se faire enregistrer mais nombre d'entre elles sautent dans le premier train pour Bruxelles comme le firent Elsie et sa fille qui sont de retour, le 1er mai 1945. Robert, grand-mère, tante Esther et son fils Paul ainsi qu'oncle Marcel sont là pour les accueillir.

### Après-guerre

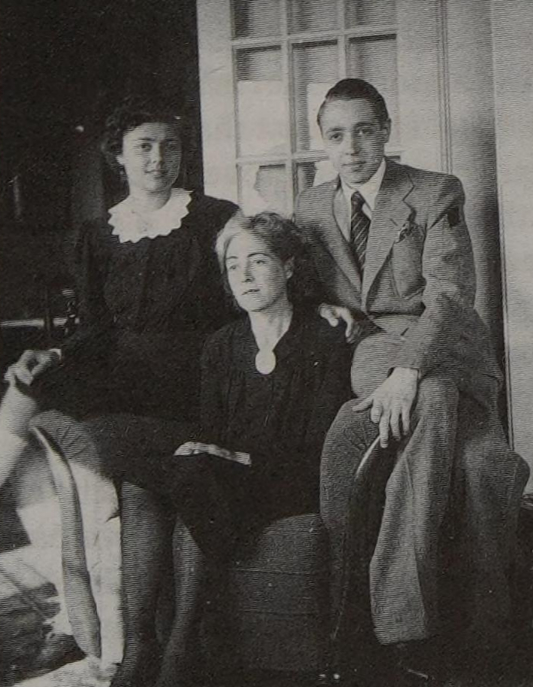
Elsie, young Elsie et Robert à Bruxelles en 1945.

Une nouvelle vie commence alors pour les deux Elsie. Elsie est sans argent, sans maison et malade. Elsie et sa fille ne pèsent plus qu'à peine plus de 30 kg. Elsie souffre de pneumopathie, d'athérosclérose, d'hypertension artérielle et de scabiose. Les médecins lui prédisent 50% d'invalidité, 15% pour young Elsie. Pendant deux années, elles vivent avec Robert chez la grand-mère Maréchal qui, elle aussi, a durement souffert durant la guerre, non seulement de la mort de Georges mais également de son mari, emporté par un cancer de la gorge. Elsie dort dans la chambre de la grand-mère, et une chambre est aménagée au grenier pour Young Elsie et Robert. Robert s'inscrit à la faculté des sciences agronomiques de Gembloux et young Elsie s'inscrit pour deux années de formation pour devenir physiothérapeute. Elsie travaille un temps pour un club des Forces armées britanniques, elle donne des cours d'anglais et apprend la dactylographie. En juillet 1945, nouveau bilan médical. La santé d'Elsie s'est grandement améliorée. Elle trouve un premier emploi de secrétaire et, après une courte visite dans sa famille en Angleterre, elle accepte, en octobre 1945, un travail peu gratifiant d'employée dans le service facturation d'une entreprise d'engins agricoles où elle restera cinq années pour assurer les études de ses enfants.
En octobre 1947, elle prend un appartement juste assez grand pour elle et ses deux enfants. À l'été 1948, nouvelle visite en Angleterre avec young Elsie mais celle-ci développe une pleurésie et est envoyée en Suisse pour y être soignée. Elle ne rentre à Bruxelles que plusieurs mois plus tard. Elle se marie et s'installe avec son mari à Bruxelles. Robert, désormais ingénieur agronome, se marie également avec une assistante de la faculté. En janvier 1950, le couple part s'installer au Congo pour y développer des techniques de génétique appliquée. Elsie peut désormais renoncer à son travail comptable et opter désormais pour son propre mode de vie. Elle passe les dernières années de sa vie à consolider les liens familiaux et amicaux, anciens et nouveaux. Elle lit et voyage beaucoup et se remet à la peinture et au dessin. Young Elsie part à son tour pour le Congo en 1954. Robert organise des vacances pour tous à la Côte d'Azur dont la lumière et les couleurs sont une révélation pour Elsie qui y passera désormais les mois d'hiver dès que cela sera possible. Elle fait de longs voyages au Congo en 1956 et en 1958 où elle rend également visite à sa fille désormais installée au Burundi.
Les troubles au Congo contraignent Robert et sa famille à rentrer en Belgique et à venir s'installer à Gembloux. En mai 1961, Elsie et son amie Constance partent pour un long périple en voiture attelée d'une petite caravane. Elles sillonnent la Grande-Bretagne, séjournent un temps en Angleterre et quelques mois plus tard, elles traversent la France pour se rendre dans le sud. En 1962, young Elsie quitte le Burundi pour s'installer à Bruxelles.
Vers 70 ans, Elsie s'intéresse à l'existentialisme. Elle écrit dans son journal intime :

« D'où venons-nous et où allons-nous ? J'ai cherché en vain ... À mesure que chaque voile se lève, le mystère s'épaissit. Il se termine, après avoir répété la question : Sereine et satisfaite, je réponds « Je ne sais pas ». »

Sa santé décline. En 1966, elle est victime d'une crise cardiaque qui la condamne à se déplacer en chaise roulante. Cela n'empêche pas des vacances à la mer du Nord avec Constance en 1968. En février 1969, elle est désormais contrainte de rester alitée. Elle meurt dans son petit appartement bruxellois, le 25 mars 1969 à l'âge de 74 ans. Elle est enterrée au cimetière communal d'Uccle. À l'opposé de son défunt mari dont la dépouille a été transférée, en 1965, de l'Enclos des fusillés à la pelouse d'honneur du cimetière de Schaerbeek. Robert est décédé en 2018 à l'âge de 92 ans. young Elsie est décédée, le 21 juin 2022, à l'âge de 98 ans.
Durant la Seconde Guerre mondiale, 155 membres du Réseau Comète perdirent la vie (dont 56 femmes). Environ un tiers fut tué par balle (pour la plupart des hommes), les autres moururent dans des camps de concentration .

## Personnes aidées par la famille Maréchal
- Edward Bradshaw "Ted"[69]
- Henri Bridier
- Robert Brown[69]
- Jack Edward Cope[69]
- Ivan Henry Davies "Melbourne"[69]
- John Lewis Griffiths "Jack"[69]
- Lorne Edward Kropf[69]
- Dalton Charles Monce[69]
- Charles Morelle[Notes 9]
- Pyotr Kuzmitch Pinchuko[69]
- Earl Georges Price[69]
- William Samuel Oliver Randle "Bill"[69]
- Alekseï Evdokimovitch Stadnik[69]
- Ralph Van den Bok[69]
- Anton Wasiak (Wosiack)[69]
- Jack Andrew Winterbottom (Winterton)[69]

## Reconnaissances
- Chevalier de l'Ordre de Léopold II.
- Croix de guerre avec palmes.
- Croix du prisonnier politique 1940-1945.
- Médaille de la résistance